# Ruthenium(III)-chlorid
Ruthenium(III)-chlorid ist eine chemische Verbindung des Rutheniums aus der Gruppe der Chloride, die normalerweise als Hydrat vorliegt.

## Gewinnung und Darstellung
Ruthenium(III)-chlorid kann durch Reaktion von Ruthenium mit Chlor und Kohlenstoffdioxid gewonnen werden.

## Eigenschaften
Ruthenium(III)-chlorid kommt in zwei verschiedenen Kristallstrukturen vor. Die schwarze diamagnetische α-Form liegt in einer Chrom(III)-chlorid-Struktur mit Ru–Ru-Bindungen der Länge 346 pm vor. Die dunkelbraune und metastabile β-Form kristallisiert in einer hexagonalen Kettenstruktur. Sie wandelt sich bei 450–600 °C irreversibel zur α-Form um.
Das Hydrat liegt in Form von schwarzblauen, stark glänzenden hygroskopischen Blättchen vor, dessen wässrige Lösung eine rote Farbe besitzt.

## Verwendung
Als die am häufigsten verwendete Rutheniumverbindung wird Ruthenium(III)-chlorid zur Herstellung von anderen Rutheniumverbindungen eingesetzt.
Ruthenium(III)-chlorid wirkt als Katalysator für die ringöffnende Metathese bei stark gespannten Cycloalkenen wie Norbornen. Bei nicht-cyclischen Systemen wirkt es dagegen nicht als Metathese-Katalysator, hier müssen kompliziertere Systeme wie die Grubbs-Katalysatoren eingesetzt werden.